# Erysimum ammophilum
Erysimum ammophilum är en korsblommig växtart som beskrevs av Amos Arthur Heller. Erysimum ammophilum ingår i släktet kårlar, och familjen korsblommiga växter. Inga underarter finns listade i Catalogue of Life.